# Рама Варма XVIII
Рама Варма XVIII (помер 1964) — останній правитель Кочійського царства. 1 липня 1949 року Траванкор і Кочі об'єднались, утворивши штат Траванкор-Кочі. Та подія ознаменувала завершення історії Кочійського царства.